# Новы-Став
Новы-Став (пол. Nowy Staw, нем. Neuteich)  —  город  в Польше, входит в Поморское воеводство,  Мальбурский повят.  Имеет статус городско-сельской гмины. Занимает площадь 4,65 км². Население — 3896 человек (на 2004 год).